# Grobarski trash romantizam

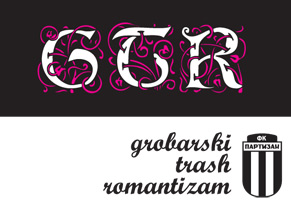
GTR Logo

Grobarski trash romantizam, kurz GTR, ist ein Fanzine, das sich satirisch und parodistisch mit Themen aus dem Bereich Kultur, Kunst und Literatur auseinandersetzt, die es aus der Sicht von Fans und Sympathisanten des jugoslawischen Sportvereins „Partizan“ Belgrad sieht und erlebt. Das ganze Projekt entstand spontan, zunächst als Seite im sozialen Netzwerk Facebook, im Dezember 2012 erschien die erste Ausgabe von Fanzines. Im Laufe der Zeit erweiterte das GTR seine Aktivitäten auf Straßenkunst, Verlagswesen, Organisation von Ausstellungen, Konzerten, Theateraufführungen und nahm ein Musikalbum auf, das sich ganz Partizan Belgrad widmete.

## Entstehung
Im September 2012 wurde eine Facebook-Seite mit abgeänderten Überarbeitung von Liedern berühmter Schöpfer der Romantik Epoche: Edgar Allan Poe, Vladislav Petković Dis, Laza Kostić und andere, nur mit einem Ziel, „Belgrad Partizan“ zu verherrlichten. Die Seite wurde von einer Gruppe von Enthusiasten, Partizan-Fans und Liebhabern von Poesie, bildender Kunst und Philosophie gegründet, die sich neben Künstlern wie George Orwell, Momčilo Vukotić, Koča Popović, Saša Ilić, Ratko Vujović „Čoče“, Dragan Mance und Otmar Kreačić „Kultura“ inspirieren ließen. Auf der Seite selbst begannen sie neben den berühmten Liedern auch Überarbeitete Kunstwerke und neu interpretierte philosophische Essays zu veröffentlichen, die durch FK Partizan Belgrad und seine Fans „Grobari“ im Kontext standen.

## Medienresonanz
Schon bald nach ihrer Erstellung erlangte die Seite bei den Partizan-Fans eine gewisse Popularität, so dass jeder neue Eintrag auf der Seite von mehreren hundert Nutzern des sozialen Netzwerks Facebook verfolgt wurde. GTR befasste sich mit verschiedenen Themen rund um Partizan, von trivialen Themen wie Hygienefragen im JNA-Stadion bis hin zu größeren Themen wie etwa die Beziehung zum geliebten Verein, seiner Vergangenheit und Gegenwart. Ein besonderes, immer aktuelles und sehr beliebtes Thema bezog sich auch auf den größten Rivalen Roten Stern Belgrad und seine Fans. Das GTR-Projekt interessierte auch Menschen außerhalb von Sport- und Fanaktivitäten, darunter eine bedeutende Anzahl von Menschen aus der Kunstwelt. Srdjan Ćešić, ein bekannter serbischer Satiriker, schrieb, das GTR das wichtigste Phänomen im sozialen Netzwerk Facebook von seinem Ursprung bis zu seinem Verschwinden ist.

## Fanzine
Da nun die Seite mehrere Tausend Follower erreicht hatte, wollten die Herausgeber der Seite die alte Praxis der Veröffentlichung eines Fan-Magazins wiederbeleben, die in der Fan-Subkultur in den 80er und 90er Jahren des 20. Jahrhunderts sehr beliebt war. Die erste Ausgabe des Fanzines ging im Dezember 2012 in den Handel. Der vollständige Name des Fanzines ist Grobarski treš romantizam: ein Magazin für Kunst und Philosophie, das auf 28 Seiten in schwarz-weiß erschienen ist. Doch die Distanzierung von jeder möglichen Verbindung zu offiziellen Vereinsstrukturen, Fangruppen oder zur Realität selbst, lautet das einleitende Wort der Redaktion wir folgt:

„GTR je oslobođen okova očekivanog iskazivanja naklonosti PFK-u. GTR, okrenut prošlosti, nosi njen prtljag, čekajući povoljan trenutak da se raspakuje. Razni su događaji uticali da se grobarski treš romantizam javi kao opšti nekulturni pokret: pad Napoleona, podele, novi stadion, crno bele stolice i Kežmanove oči. Ništa što je obećano nije ispunjeno, nisu ostvareni ideali te je usledilo razočarenje. Iako je romantizam nastao mnogo pre Partizana, on se javio kao reakcija na Partizan jer je istorija relativna i ništa nije tako kao što izgleda. Celokupna filozofija romantizma je u suštini umetnička ekspresija Partizana kao ideje i pojave. Iako naizgled sportsko društvo (Jugoslovensko!), Partizan je mnogo više od toga. To su znali pesnici, slikari i kompozitori romantizma. Čovek želi pobeći od krute stvarnosti, odbacuje razum, prepušta se mašti, ludilu i Partizanu. Kao i književnici, njihovi su likovi nesretni, neshvaćeni, suvišni ljudi koji smisao života traže u prirodi i osećajima ljubavi prema ovom klubu.”

„GTR ist von den Fesseln der erwarteten Zuneigungsbekundungen für PFC (Abkürzung für Partizan FC) befreit. GTR trägt mit Blick auf die Vergangenheit ihr Gepäck und wartet auf den passenden Moment es auszupacken. Verschiedene Ereignisse führten dazu, dass sich "Grobarski trash romantizam" als eine allgemeine unkultivierte Soziale Bewegung in Erscheinung trat: der Sturz Napoleons, Spaltungen, ein neues Stadion, schwarz-weiße Stühle und Kezman's Augen. Nichts, was versprochen wurde, wurde erfüllt, Ideale wurden nicht verwirklicht und Enttäuschungen folgten. Obwohl die Romantik lange vor Partizan entstand, erschien sie jedoch als Reaktion auf Partizan, denn die Geschichte ist relativ und nichts ist so, wie es scheint. Die gesamte Philosophie des GTR ist im Wesentlichen der künstlerische Ausdruck von Partizan als Idee und Erscheinung. Obwohl es scheinbar ein Sportverein (Jugoslawischer!) ist, ist Partizan viel mehr als das. Das wussten Dichter, Maler und Komponisten der Romantik. Der Mensch will der harten Realität entfliehen, lehnt die Vernunft ab, überlässt sich der Phantasie, Wahnsinn und Partizan. Wie Schriftsteller sind deren Charaktere unglückliche, missverstandene, überflüssige Menschen, die den Sinn des Lebens in der Natur und Liebesgefühle für diesen Verein suchen.“

In diesem surreal-neo-romantischen Fan Magazine wurden die Gedanken von Friedrich Nietzsche, Charles Bukowski, Jorge Luis Borges, Sergei Yesenin, Jovan Jovanovic Zmaj sowie ein kurzes Gespräch mit Franjo Tudjman veröffentlicht. Als Mitarbeiter dieses Fanzines treten auch Dr. Zvezdan S. Udbašević, Experte für die Geschichte des „Roten Sterns“ und den Sicherheitsstrukturen Jugoslawiens und Serbiens, sowie „Čempi“, ein jovialer und missverstandener junger Mann und ein glühender Anhänger von Partizan Belgrad auf.
Da die erste Ausgabe des Grobarski Trash Romantik Fanzines positive Reaktionen hervorrief, beschloss die Redaktion, die zweite Ausgabe so schnell wie möglich fertigzustellen. Die Anzahl der Mitarbeiter wurde erweitert und eine strenge Auswahl aus qualitativ hochwertigen Texten getroffen. Im Februar 2013 erschien die zweite Ausgabe, diesmal deutlich reichhaltiger an Inhalten und Grafiken, auf insgesamt 60 Seiten.
Ab März 2019 wurden 12 Ausgaben des GTR-Fanzines gedruckt – darunter eine Sonderausgabe.

## Weitere GTR-Projekte
Die sichtbarste und beliebteste Form des GTR-Engagements ist die Anfertigung von Wandmalereien an baufälligen Stadtfassaden. Dutzende von Street-Art-Werken mit berühmten Fans, Bewunderern und Mitgliedern von JSD Partizan (serbisch: Југословенско спортско друштво Партизан / Jugoslovenski sportsko drustvo Partizan, deutsch: Jugoslawischer Sportverein Partizan) haben die Aufmerksamkeit von Touristen, Medien, Sport- und Kunstliebhabern auf der ganzen Welt auf sich gezogen. Mitte Januar 2018 wurde eine Reihe dieser Wandbilder verwüstet, aber nach einer starken Reaktion und Unterstützung der Öffentlichkeit und der Partizan-Fans wurde ihre komplette Renovierung durchgeführt.
GTR organisierte im November 2013 in der Galerie Zečević im Belgrader Stadtteil Dorćol ihre erste Einzelausstellung.
Am 5. März 2015 wurde das Theaterstück „Kadinjača“ unter der Regie von Jana Maričić und Produktion von GTR in der Kulturanstalt „Parobrod“ aufgeführt.
Am 4. Oktober 2015 organisierte GTR eine alternative Feier zum 70. Geburtstag von Partizan, eine Sonderausstellung mit Fotografien und Collagen sowie mehreren Foren.
Am 20. April 2016 organisierte GTR in Zusammenarbeit mit dem Designer Ivan Golubović im Belgrader Crowne Plaza die erste Fan Modenschau unter dem Namen „Van_Goool“, inspiriert durch die Punk Kultur in schwarz-weißen Farben.
Am 11. Mai 2016 organisierte GTR ein Kunstprogramm in der Galerie „Štab“ anlässlich des 50. Jahrestages des Endspiels von 1966 im Europapokal der Landesmeister (heute als Champions League bekannt) zwischen Partizan und Real Madrid.
Am 4. Oktober 2018 zum 73. Geburtstag von Partizan Belgrad organisierte „Gobarski trash romantizam“ in Zusammenarbeit mit „Bianconeri di Belgrado“ (ebenfalls eine kreative Fangruppe von Partizan) eine Buchvorstellung ihres neuen Buches. „Crno-Bela Ideologija“ (deutsch: Die schwarz-weiße Ideologie) heißt das Buch, das auf fast 300 Seiten Gespräche mit 12 herausragenden Persönlichkeiten aus der Welt des Sports und Kunst über ihre Erfahrungen und Eindrücke im Bezug auf Partizan beschreibt. Einige der Gesprächspartner sind etwa der ehemaligen Partizan Basketballtrainer Duško Vujošević, Fußballspieler Dževad Prekazi, Basketballspieler Novica Veličković sowie Künstler wie Sergej Trifunović, Dejan Mijač, Božo Koprivica und viele mehr.
Im Oktober 2018 beteiligte sich GTR an der Organisation der Ausstellung „Najlepša je boja crno-bela“ (deutsch: „Die schönste Farbe ist schwarz-weiß“) und präsentierte zeitgleich das Musikprojekt „Apsolutno Treš Romantično“. Das Album „Neobjašnjiva aroma“ (deutsch: „Unerklärliches Aroma“) veröffentlichte 9 neue Fan-Songs, aufgenommen von Musikern – Partizan-Fans aus verschiedenen lokalen Underground-Bands.

## Einfluss
GTR ist einer der Begründer des kreativen Ausdrucks des Fan-Engagements, das sich zumindest auf Partizan-Fans seit Mitte 2012 als Phänomen zurückverfolgen lässt. In dieser Zeit entstanden mehrere interessante Projekte, allen voran das Fan Magazin (Partizan über allem, Jusuf Mehmedovski und 4. X 1945). Ein Musikalbum mit Liedern von Partizan-Fans und der Gruppe „JNA“ wurde veröffentlicht. Als Folge der satirischen Wiederbelebung des Fußballvereins-Maskottchens aus der Antike (Čempi) durch die GTR, was eine große Popularität beim Publikum erlangte, führte der Partizan-Fußballverein im April 2013 den Čempi als offizielles Vereinsmaskottchen wieder ein.